# I-5 (航空機)
I-5
ポリカルポフ I-5 戦闘機
- 用途：戦闘機
- 設計者：ニコライ・ポリカルポフ
- 製造者：ポリカルポフ
- 運用者：ソ連空軍、ソ連海軍
- 初飛行：1930年4月29日
- 生産数：803機
- 生産開始：1931年
- 運用開始：1931年
- 退役：1942年
- 運用状況：退役

ポリカルポフ I-5は1931年の運用開始から1936年にかけて主にソ連空軍で使用された単座複葉戦闘機である。その後は標準的な高等練習機として使用された。また1941年の、ソ連空軍が多くの航空機を破壊されたバルバロッサ作戦では、残存していたI-5が機関銃4丁と爆弾架を装備して軽攻撃機や夜間爆撃機として徴集された。これらの機体はソ連の航空機生産が回復し始めてIl-2のような近代的な地上攻撃機が入手可能になった1942年初頭に退役した。合計で803機（3機の試作機を含む）が生産された。

## 開発
1928年の五カ年計画により、ツポレフ設計局はブリストル ジュピターVIIエンジンを搭載した木金複合構造の複葉戦闘機の設計を命じられた。最初の試作機は1929年9月1日に完成した。この新型戦闘機はツポレフ設計局内ではANT-12と呼ばれていたが、新たにI-5(Istrebitel'—戦闘機)の名称が与えられた。同時期にニコライ・ポリカルポフのグループはポリカルポフ I-6と名付けられた同様の木製戦闘機の設計を命じられていた。I-5の設計はパーヴェル・スホーイにより始められ、アンドレイ・ツポレフの監督の下にあったが、ツポレフ設計局が大型爆撃機に専念していたため遅れていた。その結果1929年にポリカルポフの主導の下でI-5とI-6の計画は統合されたが、どちらの計画も明記された完了予定日に間に合わなかった。
それらの失敗のため、ニコライ・ポリカルポフは1929年9月にサボタージュの罪でOGPUにより逮捕され死刑判決を受けたが、10年の労働キャンプへの投獄に減刑された。1929年12月にOGPUはブトゥイルカ監獄にポリカルポフを含む数多くの航空機エンジニアを集め、ドミートリィ・グリゴロヴィチの主導する収容所設計局(Konstruktorskoye Byuro Vnutrenniya Tyurma—KB VT)を作り上げた。KB VTは1930年初頭にホディンカの第30工場の敷地内に移転した。 その後すぐにポリカルポフはグリゴロヴィチに代わって設計局長になったが、これはI-5の構想がOGPUに認められたためだった。1930年3月28日に実物大模型が認可され、V-11(Vnutrenniya Tyurma—内部収容所)と名付けられた最初の試作機がその1月後に完成した。
V-11は1930年4月30日に初飛行し、輸入されたスーパーチャージャー付き450 hpのジュピターVIIが搭載された。V-11の塗装は銀色の機体に赤のラインが入ったもので、昇降舵の赤星の上に赤い"VT" マークが重ねられていた。VT-12として知られる2番目の試作機はジュピターVIエンジンを搭載し、機体にクリメント・ヴォロシーロフの名前を記されて5月22日に飛行した。2番目の試作機は尾翼の形状や降着装置の構造などの細かい点も異なっていた。これらの差異により2機の試作機は重量や性能が異なり、2番目の試作機の方がわずかに重く速い一方で、最初の試作機は航続距離と実用上限高度でわずかに勝っていた。VT-13と名付けられ、また「第16回党大会への贈り物」と記された3番目の試作機は600 hpのソ連製M-15エンジンとNACAカウリングを搭載していたが、これは信頼性の不足が判明し生産には移されなかった。
2番目の試作機は1931年8月13日に受領試験を通過し、1月後の9月13日に生産が命じられた。試験中に記録された1つの問題に、軽風の中で着陸する際に180°回頭する傾向があるというものがあった。降着装置を15 cm短縮し12 cm移動することで問題は解決した。この変更を提案したエンジニアには彼の才能を称えて赤星勲章が贈られた。10機の量産試作機が既に生産の命令を受けており、それらは8月から10月の間に組み立てられた。全ての量産試作機には輸入エンジンが搭載されていたが、クランクケースの冷却ベント、右上翼へのピトー管と静圧ベント、操縦士のための覆いつきヘッドレスト、地上でピッチ角を変更可能な金属製プロペラの導入など、様々な小改良が行われていた。

## 設計
I-5はスタッガード配置の主翼、固定式の主脚と尾橇をもつ単座の複葉機だった。I-5は複合構造で、胴体は鋼管を溶接したフレームで、胴体後部は羽布で覆っており、胴体前部は操縦席の後端まで着脱可能なジュラルミン板で覆っていた。尾橇の緩衝装置へのアクセスを容易にするために着脱可能なパネルも使用されていた。羽布は固く紐で縛られ、縫い目はキャラコで覆われていた。防火壁が165 ℓの燃料タンクとエンジンの間にあり、また消火器が燃料ポンプへの出口と取り入れ口、キャブレターに取り付けられていた。固定式の主脚は一体型の車軸に結合されており、いくつかの機体は車輪を覆う涙滴型のスパッツを装備していた。初期の機体の尾橇は固定されていたが、後の機体には方向だと連動するより小さな尾橇が取り付けられた。主脚の緩衝装置にはゴム製のリングが使用されていた。
主翼は2つの桁で構成されていた。上翼は3つの部分で構成されており、中央部分はジュラルミン製で外側のものは木製だった。木製の下翼は1つの部分から成り、Göttingen-436翼型を使用していた。ジュラルミン製のN型支柱が上翼と下翼、上翼と胴体に取り付けられ、これらは涙滴型の断面形状を持ち、鋼製の張線で補強されていた。ラッカー塗装され紐で縛られた羽布が機体の尾部と主翼を覆っていたが、下翼の付け根は合板で覆われており、主翼の前縁から150 cmはジュラルミンで覆われていた。補助翼は上翼のみに取り付けられていた。全ての動翼と尾翼は金属フレームにドープ塗料を塗った羽布を被せたものだった。尾翼上下の張線は試作機には取り付けられていたが、量産機では下面の張線は支柱に変更された。水平尾翼はエンジントルクを相殺するために3.5 mm左側に寄せられていたが、これは地上で調節することができた。
いくつかの生産初期の機体は輸入されたブリストル・ジュピターVIエンジンと金属製カウリングを搭載していたが、生産された機体のほとんどはライセンス生産された480 hp M-22エンジンとタウネンドリングを搭載していた。初期の機体は一般的に直径2.9	 mの木製固定ピッチプロペラを搭載していたが、それらはスピナーがない地上でピッチを調整可能な直径2.7 mのジュラルミン製プロペラに変更された。
装弾数600発の同調式7.62 mm  PV-1機関銃2丁とOP-1望遠鏡式照準器が胴体に搭載された。機関銃をもう2丁搭載することが望まれたが、追加された重量が試験中の飛行性能に悪影響を及ぼした。それぞれ10 kg 爆弾を搭載可能な2つの小さなDer-5翼下爆弾架が搭載された。I-5に2つの250 kg爆弾を搭載できるようにした梁型の爆弾架が試験されたが、これらは性能に悪影響を与えたために却下された。この試験の中には地上目標に向けて降下するものもあり、これはソビエト連邦における急降下爆撃の最初の例だった。I-5は RS-82ロケット弾の精度評価にも使用されたが、RS-82を搭載して運用された例は知られていない。
1941年の緊急事態の間にI-5は徴集され、機関銃2丁を追加され戦闘爆撃機として使用されたほか、いくつかの機体は以前に却下された大型爆弾を搭載した。地上攻撃機型はI-5LShと呼ばれることもある。
テストパイロットのマーク・ガライはI-5の飛行特性を以下のように表現した：「飛行した後に、I-5は非常に手に負えない、気まぐれな飛行機だと確信した。それでも操縦に気を使って、手荒な操縦で飛行機を怒らせなければ、操縦可能な状態から離れることはない。」

## 運用
1931年10月1日に54機、また同年末までに66機のI-5がソ連空軍へと引き渡された。これらの機体はすべてホディンカの第1工場で製造されたものだったが、翌年にはゴーリキーの第21工場も引き渡しを始めた。第21工場は1932年に10機、1933年に321機、1934年に330機を引き渡した。第1工場は1932年に76機を製造し、その後はI-7と命名されたハインケル HD 37の製造を開始した。I-5が最初に引き渡されたのはレニングラード軍管区とキエフ軍管区、ザバイカル軍管区で、1932年末にはソ連空軍の戦闘機戦力の20％を占めた。1933年の間には極東軍管区と白ロシア軍管区、モスクワ軍管区に引き渡され、同年末には戦闘機戦力の40%を占めた。1934年末にはほとんどのポリカルポフ I-3とツポレフ I-4がI-5に代替され、ソ連海軍航空隊への引き渡しも始まった。I-5は1936年にポリカルポフ I-15に代替され始め、1937年末には前線での運用が完全に終了したが、高等練習機として使用され続けた。
1941年6月のドイツによるソ連侵攻以降、ソ連空軍の前線航空機の激しい損耗と航空機生産の混乱によって、I-5は訓練部隊から引き抜かれ1942年初頭まで地上攻撃機や夜間爆撃機として運用された。数機のI-5はモスクワの戦いにおいて第605戦闘機航空連隊(Istrebitel'nyye Aviatsionyye Polki (IAP))と第606戦闘機航空連隊により夜間爆撃機として使用され、1942年2月に装備が更新されるまで使用された。 第2襲撃機航空連隊(Shturmovoy Aviatsionyye Polki (ShAP))は1941年にクリミアで予備兵とカチン航空学校から編成された。10月10日までに32機のI-5を所有していたが、作戦可能な機体は16機まで減少していた。10月18日までに12機が撃墜された。彼らは1942年2月1日にイリューシン Il-2に装備を更新し、第766襲撃機航空連隊と改称されるまでI-5を使用し続けた。 第11襲撃機航空連隊は1941年9月22日に黒海艦隊航空隊により編成された。彼らは10月18日に18機の稼動機と15機の非稼動機のI-5を入手したが、11月7日までに11機の稼動機と8機の非稼動機に減少した。彼らは1942年2月1日に連隊が再編成されるまでI-5を使用し続けた。

## 派生型
I-5はズヴェノー・プロジェクトに使用され、そこではTB-3重爆撃機が3機のI-5をパラサイト・ファイターとして搭載した。I-5はTB-3の両翼の上にそれぞれ1機ずつ、胴体の上に1機が搭載された。両翼の上に機体を搭載するには傾斜路が使用されたが、胴体上へ機体を搭載するには手で持ち上げなければならなかった。これは非常に扱い辛かったため、計画後期には単にTB-3の追加エンジンとして使用されることが一般的になっていた。これらの試験に使用された機体はもともと試作機に使用されていた通常より長い主脚と小さなタイヤを装備していた。
I-5UTI (Uchebno-Trenirovochnyy Istrebitel'—Fighter Trainer)と命名された複座式の転換用練習機が工場の1つで製造された。20機ほどが製造されたと考えられている。操縦席は後方に移され、2つ目の操縦席がその前に設置されていた。

## 運用者
ソビエト連邦
- ソ連空軍
- ソ連海軍

## 要目
出典: Gordon and Dexter, Polikarpov's Biplane Fighters, p. 22
諸元
- 乗員: 1名
- 全長: 6.78 m
- 全高:
- 翼幅: 10.24 m（上翼）、7.4 m（下翼）
- 翼面積: 21.3 m2
- 翼型: Göttingen-436
- 空虚重量: 934 kg
- 運用時重量: 1,355 kg
- 動力: シュベツォフ M-22 9気筒単列星形エンジン 、358 kW （480 hp）   × 1
- 燃料搭載量: 165 ℓ

性能
- 最大速度: 278 km/h（海面高度）
- 航続距離: 660 km
- 実用上昇限度: 7,500 m
- 上昇率: 1,000 mまで1.6分
- *360°水平旋回時間: 10秒

武装
- 7.62 mm  PV-1機関銃 2丁
- 爆弾: 10 kg爆弾 2発

## 関連
関連機
- ポリカルポフ I-15
- ズヴェノー・プロジェクト

同種の航空機
- ブリストル ブルドッグ
- フェアリー フライキャッチャー
- グロスター ゲームコック
- ボーイング F3B
- カーチス ファルコン

## 参照